# 覚勝院抄
『覚勝院抄』（かくしょういんしょう）とは、『源氏物語』の注釈書。

## 概要
1571年（元亀2年）の成立。「覚勝院」なる人物によって著されたとされるためこの名称で呼ばれる。全25巻。三条西公条の講釈の記録した源氏物語聞書の一つであり、『源氏物語聞書』と題された伝本も存在する。

## 覚勝院
「覚勝院」（江戸時代中期以降の文献ではしばしば「覚性院」と記されていることもあるがおそらく宛字であると見られ、また「覚正院」と記されている資料もある）は、もともとは大覚寺の塔頭のことであり、その主の院号のことでもある。「覚勝院」と称した人物は、室町時代から江戸時代にかけて多くの資料に現れていることから、おそらく一人の人物ではなく何代かにわたって使用された名称であると考えられる。この『覚勝院抄』を著した「覚勝院」は、しばしば『実隆公記』に登場し三条西実隆と『源氏物語』などについて議論を交わしている人物であると考えられており、この時期甘露寺房長の子良助、房長の子甘露寺親長の子了淳及び長深、親長の子である甘露寺元長の子時詔など甘露寺家の者が覚勝院と関わる形で僧侶となっているためこの中の誰かがこの「覚勝院」ではないかと考えられている。

## 帚木後記説
この覚勝院抄は、桐壺巻について、「光源氏名のみ（中略）後に桐壺巻ヲ書とみへたり」と、また帚木巻について、「此物語ハ須磨明石ノ後ニ此帚木巻ヲ書ト見えたり」と、それまでは近代になって初めて唱えられはじめたと考えられていた、桐壺巻後記説や帚木巻後記説を『源氏物語のおこり』等に記されていた須磨巻起筆説と関連した形ではあるもののそれらより遙かに前の時代に記録していることでも注目されている。

## 伝本
本書の伝本は大きく「初期稿本系グループ」、「通行本グループ」、「増補本グループ」に分かれる。それぞれのグループの中でも写本ごとに少なくない差異がある。
- 初期稿本系グループ
穂久邇文庫所蔵本とその転写本と見られるもの。記述の重複が見られるなど未整理な部分もあり、「聞書」としての性格が強い原初的な形態を持っている。
  - 穂久邇文庫所蔵本[2][3][4]
  - 国立国会図書館蔵本（伊達観蘭旧蔵本）
  - 天理図書館蔵本甲本（万治奥書本）
- 通行本グループ
古くから『覚勝院抄』と呼ばれてきたもの。「聞書」的な性格は薄くなり、『覚勝院抄』という固有の名称と比較的整理された内容を持った固有の注釈書としての性格が強い。
  - 宮内庁書陵部蔵甲本（桂宮本）
  - 宮内庁書陵部蔵乙本（鷹司本）
  - 東京大学国語研究室蔵本
  - 静嘉堂文庫蔵本
  - 天理図書館蔵本乙本（九条家旧蔵本）
  - 天理図書館蔵本丙本（青谿書屋旧蔵本）
  - 天理図書館蔵本丁本（桃園文庫旧蔵本）
  - 天理図書館蔵本戌本（白水蔵書本）
  - 中田剛直旧蔵本
  - 学習院大学蔵本（三条西家旧蔵本）
  - 東海大学桃園文庫蔵本
  - 野村精一架蔵本
- 増補本グループ
増補本系統は『岷江入楚』、『湖月抄』、『源氏物語玉の小櫛』など後世の書物からの加筆とみられるものを含んでいる。江戸時代中期以降の写本のみが存在する。
  - 実践女子大学図書館常磐松文庫蔵本[5]
  - 実践女子大学文芸資料研究所蔵本（三条西家旧蔵本）[注釈 1]
  - 東京大学総合図書館蔵本（足代弘訓書入本）

## 翻刻
穂久邇文庫所蔵本の翻刻
- 野村精一・上野英子編『源氏物語聞書　第1巻　覚勝院抄　桐壺 帚木 空蝉 夕顔』汲古書院、1989年（平成元年）10月
- 野村精一・上野英子編『源氏物語聞書　第2巻　覚勝院抄　若紫 末摘花 紅葉賀』汲古書院、1989年（平成元年）12月
- 野村精一・上野英子編『源氏物語聞書　第3巻　覚勝院抄　花宴 葵 賢木 花散里 須磨 明石 澪標』汲古書院、1990年（平成2年）2月
- 野村精一・上野英子編『源氏物語聞書　第4巻　覚勝院抄　蓬生 関屋 絵合 松風 薄雲 朝顔 少女 玉鬘』汲古書院、1990年（平成2年）4月
- 野村精一・上野英子編『源氏物語聞書　第5巻　覚勝院抄　初音 胡蝶 蛍 常夏 篝火 野分 行幸 藤袴 真木柱 梅枝 藤裏葉』汲古書院、1990年（平成2年）6月
- 野村精一・上野英子編『源氏物語聞書　第6巻　覚勝院抄　若菜上・下』汲古書院、1990年（平成2年）8月
- 野村精一・上野英子編『源氏物語聞書　第7巻　覚勝院抄　柏木 横笛 鈴虫 夕霧 御法 幻 匂宮』汲古書院、1990年（平成2年）10月
- 野村精一・上野英子編『源氏物語聞書　第8巻　覚勝院抄　紅梅 竹河 橋姫 椎本 総角 早蕨』汲古書院、1990年（平成2年）12月
- 野村精一・上野英子編『源氏物語聞書　第9巻　覚勝院抄　宿木 東屋 浮舟』汲古書院、1991年（平成3年）2月
- 野村精一・上野英子編『源氏物語聞書　第10巻　覚勝院抄　蜻蛉 手習 夢浮橋』汲古書院、1991年（平成3年）10月
- 野村精一・上野英子編『源氏物語聞書　別冊　覚勝院抄　解題』汲古書院、1991年（平成3年）10月
- 文芸資料研究所編「『源氏物語聞書覚勝院抄』「別冊」正誤表・追補」実践女子大学文芸資料研究所編『実践女子大学文芸資料研究所叢書 1 源氏物語古注釈の世界 写本から版本へ』汲古書院、1994年（平成6年）3月、pp. 503-509。 ISBN 4-7629-3297-3

実践女子大学文芸資料研究所蔵三条西家旧蔵本の翻刻
- 「覚勝院抄「桐壺」翻刻」実践女子大学文芸資料研究所編『実践女子大学文芸資料研究所叢書 1 源氏物語古注釈の世界 写本から版本へ』汲古書院、1994年（平成6年）3月、pp. 391-502。 ISBN 4-7629-3297-3
- 上野英子「実践女子大学文芸資料研究所蔵三条西家旧蔵源氏物語聞書(覚勝院抄)<桐壺>翻刻」訂正・補足」実践国文学会編『実践国文学』第48号、実践女子大学、1995年（平成7年）10月15日、 pp. 1-12。